# 鮫島武之助

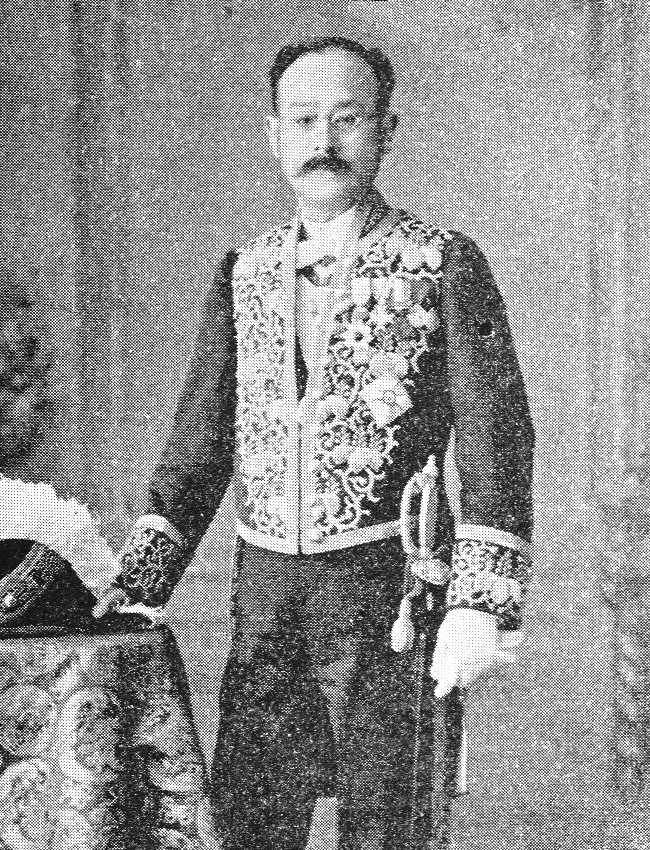
鮫島武之助（1898年）

鮫島 武之助（さめしま たけのすけ、1848年12月5日（嘉永元年11月10日） - 1931年（昭和6年）2月20日）は、明治時代の官僚・政治家。貴族院議員ならびに伊藤博文内閣における内閣書記官長。鹿児島城下山之口馬場の薩摩藩藩医、鮫島淳愿の三男として鹿児島に生まれる。鮫島尚信の弟。台湾で植民地貿易やレンガ製造を行なった鮫島盛の兄。

## 来歴
薩摩藩の開成所で英語を学び、慶應義塾を卒業し、アメリカに留学。帰国し東京外国語学校の教師となり、東京府に出仕する。1881年（明治14年）、東京府中学校長兼英語教師。のちに外務省書記生（専門職）、外務大臣秘書官、公使館書記官兼外務省参事官（イタリア駐在）、内閣総理大臣秘書官などを経て、1896年（明治29年）9月11日、貴族院議員（勅選）を命ぜられ、1898年（明治31年）1月、第3次伊藤内閣内閣書記官長、第1次大隈内閣内閣書記官長、1900年（明治33年）10月、第4次伊藤内閣内閣書記官長を拝命し、のちに鉄道会議議員、日本銀行監事となる。1931年（昭和6年）、84歳で没する。墓所は青山霊園。

## 栄典
位階
- 1886年（明治19年）7月8日 - 従七位[5]
- 1891年（明治24年）12月21日 - 従六位[6]
- 1897年（明治30年）5月31日 - 正五位[7]
- 1898年（明治31年）7月6日 - 従四位[8]
- 1899年（明治32年）9月21日 - 正四位[9]

勲章等
- 1895年（明治28年）
  - 6月21日 - 勲六等瑞宝章[10]
  - 10月31日 - 勲五等双光旭日章[11]
  - 11月18日 - 明治二十七八年従軍記章[12]
- 1916年（大正5年）4月1日 - 勲三等瑞宝章[13]

外国勲章佩用允許
- 1893年（明治26年）2月1日 -  イタリア王冠勲章コンメンダトーレ（英語版）[14]